# Noche de lobos
Noche de lobos fue un programa de televisión sobre cine fantástico y de terror de la cadena española Antena 3.

## Formato
Se dividió en dos etapas, la primera (1990-1993) se emitía los domingos en Antena 3 y comenzaba entre las 22:30 y las 00:00 (dependiendo de la programación). Desde el 24 de junio de 1990, en su primera parte, el presentador del programa Joan Lluís Goas (antiguo director del Festival de Cine de Sitges) hacía la introducción de la película, donde contaba anécdotas y curiosidades de la misma, y aderezaba la presentación con alguna noticia sobre el panorama de cine fantástico. Posteriormente se pasaba a la emisión de la película y se presentaba la de la siguiente semana. Como curiosidad, la presentación de Juan Luis Goas siempre comenzaba así: "Buena luna, criaturas de la noche".
En 2003, Antena 3 volvió con el programa, esta vez sin presentador y con películas más comerciales. Antes de la emisión de la película, se emitía un reportaje con imágenes de la película y una voz en off comentándolas.
En 2012, se aprovechó el nombre del espacio para comenzar un ciclo de cine de terror en la cadena de TDT Nitro y posteriormente, en La Sexta 3, ambas del grupo Atresmedia. Las películas se emitieron sin presentación previa, solamente precedidas de una cabecera.

## Primera etapa

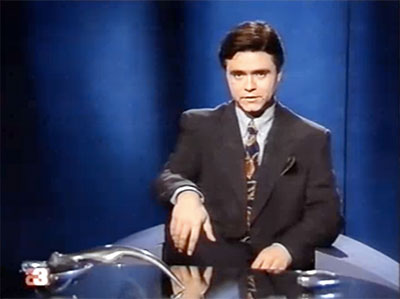
Joan lluis goas

El listado de películas emitidas fue el siguiente:
| Título                                                        | Director                                             | Fecha de Emisión         |
| ------------------------------------------------------------- | ---------------------------------------------------- | ------------------------ |
| La casa encantada (1963)                                      | Robert Wise                                          | 22 de abril de 1990      |
| Drácula y las mellizas (1971)                                 | John Hough                                           | 29 de abril de 1990      |
| Miedo en la noche (1971)                                      | Jimmy Sangster                                       | 6 de mayo de 1990        |
| Ténebre (1982)                                                | Dario Argento                                        | 13 de mayo de 1990       |
| Los horrores del Museo Negro (1959)                           | Arthur Crabtree                                      | 20 de mayo de 1990       |
| El estrangulador de Viena (1971)                              | Guido Zurli                                          | 27 de mayo de 1990       |
| Demons (1985)                                                 | Lamberto Bava                                        | 3 de junio de 1990       |
| No quiero nacer (1975)                                        | Peter Sasdy                                          | 10 de junio de 1990      |
| La Mansión (1981)                                             | Armand Weston                                        | 17 de junio de 1990      |
| El ansia (1983)                                               | Tony Scott                                           | 24 de junio de 1990      |
| Noche Infernal (1972)                                         | Peter Sasdy                                          | 1 de julio de 1990       |
| Vampire Circus (1971)                                         | Robert Young                                         | 8 de julio de 1990       |
| Phenomena (1984)                                              | Dario Argento                                        | 15 de julio de 1990      |
| Especies asesinas (1982)                                      | Alan Rudolph                                         | 22 de julio de 1990      |
| El gato de las 9 colas (1970)                                 | Dario Argento                                        | 29 de julio de 1990      |
| Extrañas Criaturas (1964)                                     | Ray Dennis Steckler                                  | 5 de agosto de 1990      |
| El Dios de la muerte asesina otra vez (1971)                  | Armando Crispino                                     | 12 de agosto de 1990     |
| Demons II (1986)                                              | Lamberto Bava                                        | 19 de agosto de 1990     |
| Pesadilla en Elm Street (1984)                                | Wes Craven                                           | 26 de agosto de 1990     |
| El experimento Filadelfia (1984)                              | Stewart Raffill                                      | 2 de septiembre de 1990  |
| Re-Animator (1985)                                            | Stuart Gordon                                        | 9 de septiembre de 1990  |
| Vinieron de dentro de... (1974)                               | David Cronenberg                                     | 16 de septiembre de 1990 |
| La matanza de Texas (1974)                                    | Tobe Hooper                                          | 23 de septiembre de 1990 |
| Rabia (1976)                                                  | David Cronenberg                                     | 30 de septiembre de 1990 |
| Inseminoid (1981)                                             | Norman J. Warren                                     | 7 de octubre de 1990     |
| Cromosoma 3 (1979)                                            | David Cronenberg                                     | 14 de octubre de 1990    |
| Posesión Infernal (1981)                                      | Sam Raimi                                            | 21 de octubre de 1990    |
| Scanners (1980)                                               | David Cronenberg                                     | 28 de octubre de 1990    |
| Basket case: ¿Dónde Te Escondes, Hermano? (1981)              | Frank Henenlotter                                    | 4 de noviembre de 1990   |
| Terror en el museo de cera (1973)                             | George Fenady                                        | 11 de noviembre de 1990  |
| La posesión de Joel Delaney (1971)                            | Waris Hussein                                        | 18 de noviembre de 1990  |
| Sisters (película) (1972)                                     | Brian De Palma                                       | 25 de noviembre de 1990  |
| Halloween II (1981)                                           | Rick Rosenthal                                       | 2 de diciembre de 1990   |
| Critters 2 (1988)                                             | Mick Garris                                          | 9 de diciembre de 1990   |
| La última casa a la izquierda (1972)                          | Wes Craven                                           | 16 de diciembre de 1990  |
| El club de los monstruos (1980)                               | Roy Ward Baker                                       | 23 de diciembre de 1990  |
| En compañía de lobos (1984)                                   | Neil Jordan                                          | 30 de diciembre de 1990  |
| La Serpiente Voladora (1982)                                  | Larry Cohen                                          | 6 de enero de 1991       |
| Las manos del destripador (1971)                              | Peter Sasdy                                          | 13 de enero de 1991      |
| La niña (1977)                                                | Robert Voskanian                                     | 20 de enero de 1991      |
| El terror (1963)                                              | Roger Corman                                         | 27 de enero de 1991      |
| Único superviviente (1985)                                    | Geoff Murphy                                         | 3 de febrero de 1991     |
| Shock (1977)                                                  | Mario Bava                                           | 10 de febrero de 1991    |
| Presidio (1987)                                               | Renny Harlin                                         | 17 de febrero de 1991    |
| Chicas de fraternidad en la bolera (Juego infernal) (1988)    | David DeCoteau                                       | 24 de febrero de 1991    |
| Pumpkinhead (1988)                                            | Stan Winston                                         | 3 de marzo de 1991       |
| Largo fin de semana (1978)                                    | Colin Eggleston                                      | 10 de marzo de 1991      |
| Razorback: Los colmillos del Infierno (1984)                  | Russell Mulcahy                                      | 17 de marzo de 1991      |
| Trans-gen, Los Genes De La Muerte (1987)                      | Jeffrey Obrow                                        | 24 de marzo de 1991      |
| The Blob: La masa devoradora (1958)                           | Irsvin S Yeaworth                                    | 31 de marzo de 1991      |
| Hidden, Lo Oculto (1987)                                      | Jack Sholder                                         | 7 de abril de 1991       |
| 976 Teléfono Del Infierno (1989)                              | Robert Englund                                       | 14 de abril de 1991      |
| Halloween IV (1988)                                           | Dwight H. Little                                     | 21 de abril de 1991      |
| Terror En El Patio De Butacas                                 | Andrew J. Kuehn                                      | 28 de abril de 1991      |
| Baño de sangre en la casa de la muerte (1983)                 | Ray Cameron                                          | 5 de mayo de 1991        |
| No Respondas Al Teléfono (1980)                               | Robert Hammer                                        | 12 de mayo de 1991       |
| House, una casa alucinante (1986)                             | Steve Miner                                          | 19 de mayo de 1991       |
| House II (1987)                                               | Ethan Wiley                                          | 26 de mayo de 1991       |
| La noche del Infierno (1981)                                  | Tom DeSimone                                         | 2 de junio de 1991       |
| Las Tres Caras Del Miedo (1963)                               | Mario Bava                                           | 9 de junio de 1991       |
| Mutante (1983)                                                | John 'Budd' Cardos                                   | 16 de junio de 1991      |
| La Máscara Del Demonio (1960)                                 | Mario Bava                                           | 23 de junio de 1991      |
| Drácula Y Las Mellizas (1971) (Repetición)                    | John Hough                                           | 30 de junio de 1991      |
| El Poder De Satanás (1978)                                    | Gus Trikonis                                         | 7 de julio de 1991       |
| Mordisco Mortal (1982)                                        | William Fruet                                        | 14 de julio de 1991      |
| La Casa De La Abuela (1989)                                   | Peter Rader                                          | 21 de julio de 1991      |
| Viento Asesino (1987)                                         | Nico Mastorakis                                      | 28 de julio de 1991      |
| Xtro (1983)                                                   | Harry Bromley Davenport                              | 4 de agosto de 1991      |
| Trampa Para Turistas (1979)                                   | David Schmoeller                                     | 11 de agosto de 1991     |
| La Condesa Drácula (1971)                                     | Peter Sasdy                                          | 18 de agosto de 1991     |
| Witchboard: Juego Diabólico (1985)                            | Kevin S. Tenney                                      | 25 de agosto de 1991     |
| El Despertar De La Momia (1982)                               | Frank Agrama                                         | 1 de septiembre de 1991  |
| Los viajeros de la noche (1987)                               | Kathryn Bigelow                                      | 8 de septiembre de 1991  |
| Monstruos en la noche (1988)                                  | Bruce R. Cook                                        | 15 de septiembre de 1991 |
| Pesadilla En Elm Street IV (1988)                             | Renny Harlin                                         | 22 de septiembre de 1991 |
| Los Extraños Visitantes (1987)                                | Tex Fuller                                           | 29 de septiembre de 1991 |
| La Bestia Bajo El Asfalto (1980)                              | Lewis Teague                                         | 6 de octubre de 1991     |
| En Las Puertas Del Infierno                                   | William A. Levey                                     | 13 de octubre de 1991    |
| El Tren Del Terror (1980)                                     | Roger Spottiswoode                                   | 20 de octubre de 1991    |
| Intruso (1981)                                                | Peter Carter                                         | 27 de octubre de 1991    |
| Hellraiser II (1988)                                          | Tony Randel                                          | 3 de noviembre de 1991   |
| Cosecha Maldita (1989)                                        | William Rice-James Hong                              | 10 de noviembre de 1991  |
| El Rostro De La Muerte (1976)                                 | Alfred Sole                                          | 17 de noviembre de 1991  |
| Lo Oculto (1977)                                              | Denis Heroux                                         | 24 de noviembre de 1991  |
| Frankenstein Creó a la mujer (1967)                           | Terence Fisher                                       | 1 de diciembre de 1991   |
| Drácula Vuelve De La Tumba (1968)                             | Freddie Francis                                      | 8 de diciembre de 1991   |
| No abrir hasta navidad (1984)                                 | Edmund Purdom                                        | 15 de diciembre de 1991  |
| Critters (1985)                                               | Stephen Herek                                        | 22 de diciembre de 1991  |
| Noche De Paz, Noche De Muerte (1984)                          | Charles E. Sellier Jr.                               | 29 de diciembre de 1991  |
| Las Dos Caras De Julia (1978)                                 | Wes Craven                                           | 5 de enero de 1992       |
| Phantasma (1979)                                              | Don Coscarelli                                       | 12 de enero de 1992      |
| Sedientos (1979)                                              | Rod Hardy                                            | 19 de enero de 1992      |
| Playa Sangrienta (1981)                                       | Jeffrey Bloom                                        | 26 de enero de 1992      |
| Patrick (1978)                                                | Richard Franklin                                     | 2 de febrero de 1992     |
| Embryo (1976)                                                 | Ralph Nelson                                         | 9 de febrero de 1992     |
| Eclipse En El Tiempo (1979)                                   | Kosei Sato                                           | 16 de febrero de 1992    |
| Ténebre (1982) (Repetición)                                   | Dario Argento                                        | 23 de febrero de 1992    |
| Siete Mujeres Atrapadas (1982)                                | Mark Rosman                                          | 1 de marzo de 1992       |
| It lives again (1978)                                         | Larry Cohen                                          | 8 de marzo de 1992       |
| De Origen Desconocido (1983)                                  | George Pan Cosmatos                                  | 15 de marzo de 1992      |
| La Isla De Los Vivos (1983)                                   | Larry Cohen                                          | 22 de marzo de 1992      |
| Pasaje Para Un Coche Fúnebre (1980)                           | George Bowers                                        | 29 de marzo de 1992      |
| Granja Maldita (1987)                                         | David Keith                                          | 5 de abril de 1992       |
| Vacío (1984)                                                  | Carl Schenkel                                        | 12 de abril de 1992      |
| Pesadilla (1989)                                              | Alessandro Capone                                    | 19 de abril de 1992      |
| Invitación al Infierno (1984)                                 | Wes Craven                                           | 26 de abril de 1992      |
| Def-con 4 (1985)                                              | Paul Donovan                                         | 3 de mayo de 1992        |
| Desbocado (1987)                                              | William Friedkin                                     | 10 de mayo de 1992       |
| Cortinas (1983)                                               | Jonathan Stryker                                     | 17 de mayo de 1992       |
| Reina Del Mal (1974)                                          | Oliver Stone                                         | 24 de mayo de 1992       |
| Creepshow 2 (1987)                                            | Michael Gornick                                      | 31 de mayo de 1992       |
| Escóndete Y Tiembla (1987)                                    | John Hough                                           | 7 de junio de 1992       |
| Doctor Terror (1965)                                          | Freddie Francis                                      | 14 de junio de 1992      |
| La Matanza De Texas III (1990)                                | Jeff Burr                                            | 21 de junio de 1992      |
| Vinieron de dentro de... (1974) (Repetición)                  | David Cronenberg                                     | 28 de junio de 1992      |
| Halloween II (1981) (Repetición)                              | Rick Rosenthal                                       | 5 de julio de 1992       |
| Rabia (1976) (Repetición)                                     | David Cronenberg                                     | 12 de julio de 1992      |
| Demons (1985) (Repetición)                                    | Lamberto Bava                                        | 19 de julio de 1992      |
| Scanners (1980) (Repetición)                                  | David Cronenberg                                     | 26 de julio de 1992      |
| Basket case: ¿Dónde Te Escondes, Hermano? (1981) (Repetición) | Frank Henenlotter                                    | 2 de agosto de 1992      |
| Cromosoma 3 (1979) (Repetición)                               | David Cronenberg                                     | 9 de agosto de 1992      |
| La matanza de Texas (1974) (Repetición)                       | Tobe Hooper                                          | 16 de agosto de 1992     |
| Presidio (1987) (Repetición)                                  | Renny Harlin                                         | 23 de agosto de 1992     |
| Posesión Infernal (1982) (Repetición)                         | Sam Raimi                                            | 30 de agosto de 1992     |
| La Serpiente Voladora (1982) (Repetición)                     | Larry Cohen                                          | 6 de septiembre de 1992  |
| Sisters (película) (1972) (Repetición)                        | Brian De Palma                                       | 13 de septiembre de 1992 |
| El Pueblo De Los Malditos (1960)                              | Wolf Rilla                                           | 20 de septiembre de 1992 |
| Aullidos II (1985)                                            | Philippe Mora                                        | 27 de septiembre de 1992 |
| La puerta II (1989)                                           | Tibor Takács                                         | 4 de octubre de 1992     |
| En compañía de lobos (1984) (Repetición)                      | Neil Jordan                                          | 11 de octubre de 1992    |
| The Hills Have Eyes (película de 1977) (1977)                 | Wes Craven                                           | 18 de octubre de 1992    |
| Angustia (1987)                                               | Bigas Luna                                           | 25 de octubre de 1992    |
| El Padrastro (1986)                                           | Joseph Ruben                                         | 1 de noviembre de 1992   |
| Combustión Espontánea (1989)                                  | Tobe Hooper                                          | 8 de noviembre de 1992   |
| Society (1988)                                                | Brian Yuzna                                          | 15 de noviembre de 1992  |
| Dolls: La casa de los muñecos diabólicos (1987)               | Stuart Gordon                                        | 22 de noviembre de 1992  |
| Programa Final (1973)                                         | Robert Fuest                                         | 29 de noviembre de 1992  |
| Bells, Llamada Mortal (1980)                                  | Michael Anderson                                     | 6 de diciembre de 1992   |
| En los Límites de la Realidad (1983)                          | Steven Spielberg John Landis Joe Dante George Miller | 13 de diciembre de 1992  |
| El Despertar (1980)                                           | Mike Newell                                          | 20 de diciembre de 1992  |
| Pesadilla en Elm Street V (1989)                              | Stephen Hopkins                                      | 27 de diciembre de 1992  |
| Engendro mecánico (1977)                                      | Donald Cammell                                       | 3 de enero de 1993       |
| El Circo De Los Horrores (1959)                               | Sydney Hayers                                        | 10 de enero de 1993      |
| Hellraiser II\|Hellraiser II (1988) (Repetición)              | Tony Randell                                         | 17 de enero de 1993      |
| Witchboard: Juego diabólico (1985) (Repetición)               | Kevin S. Tenney                                      | 24 de enero de 1993      |
| Vampire Circus (1971) (Repetición)                            | Robert Young                                         | 31 de enero de 1993      |
| Amante Sangriento (1989)                                      | Gerard Ciccoritti                                    | 7 de febrero de 1993     |
| Aullidos (1980)                                               | Joe Dante                                            | 14 de febrero de 1993    |
| ¿Dónde te escondes, hermano? II (1989)                        | Frank Hennenlotter                                   | 21 de febrero de 1993    |
| En las puertas del infierno (1989)                            | William A. Levey                                     | 28 de febrero de 1993    |
| La puerta (1986)                                              | Tibor Takács                                         | 7 de marzo de 1993       |
| Embryo (1976) (Repetición)                                    | Ralph Nelson                                         | 14 de marzo de 1993      |
| Hellraiser (1987)                                             | Clive Barker                                         | 21 de marzo de 1993      |
| Poltergeist: Fenómenos Extraños (1982)                        | Tobe Hooper                                          | 28 de marzo de 1993      |
| Creepshow II (1987) (Repetición)                              | Michael Gornick                                      | 4 de abril de 1993       |
| ¿Dónde te escondes, hermano? II (1989) (Repetición)           | Frank Hennenlotter                                   | 11 de abril de 1993      |
| La Mano (1981)                                                | Oliver Stone                                         | 18 de abril de 1993      |
| Proyecto Brainstorm (1983)                                    | Douglas Trumbull                                     | 25 de abril de 1993      |
| Al borde de la locura (1988)                                  | Gerard Kikoine                                       | 2 de mayo de 1993        |
| Aullidos V: el renacer (1989)                                 | Neal Sundstrom                                       | 9 de mayo de 1993        |
| La guarida del gusano blanco (1988)                           | Ken Russell                                          | 16 de mayo de 1993       |
| Granja maldita (1987) (Repetición)                            | David Keith                                          | 23 de mayo de 1993       |
| Martin (1977)                                                 | George A. Romero                                     | 30 de mayo de 1993       |
| Fuera del cuerpo (1988)                                       | Brian Trenchard-Smith                                | 27 de junio de 1993      |
| Escóndete y tiembla (1987) (Repetición)                       | John Hough                                           | 11 de julio de 1993      |
| Coche-cama (1989)                                             | Douglas Curtis                                       | 18 de julio de 1993      |
| Museo de Cera (1988)                                          | Anthony Hickox                                       | 25 de julio de 1993      |
| El asesino de Rosemary (1981)                                 | Joseph Zito                                          | 1 de agosto de 1993      |
| Vacío (1984) (Repetición)                                     | Carl Schenkel                                        | 8 de agosto de 1993      |
| Clase sangrienta (1989)                                       | Rospo Pallenberg                                     | 15 de agosto de 1993     |
| De Origen Desconocido (1983) (Repetición)                     | George Pan Cosmatos                                  | 22 de agosto de 1993     |
| Rawhead Rex (1986)                                            | George Pavlou                                        | 29 de agosto de 1993     |
| El ático (1986)                                               | David Schmoller                                      | 5 de septiembre de 1993  |
| Aullidos IV: Aldea Maldita (1988) (Repetición)                | John Hough                                           | 12 de septiembre de 1993 |
| Ojos de Fuego (1984)                                          | Avery Crounse                                        | 19 de septiembre de 1993 |
| El Club de los Monstruos (1980) (Repetición)                  | Roy Ward Baker                                       | 26 de septiembre de 1993 |
| Servidores del Crepúsculo (1990)                              | Jeffrey Obrow                                        | 3 de octubre de 1993     |
| Retribución (1987)                                            | Guy Magar                                            | 10 de octubre de 1993    |
| Visiones, trece años después (1987)                           | Andrew Fleming                                       | 17 de octubre de 1993    |
| La maldición de Amityville (1989)                             | Tom Berry                                            | 24 de octubre de 1993    |
| Phantasm II (1988)                                            | Don Coscarelli                                       | 31 de octubre de 1993    |
| El padrastro (1986) (Repetición)                              | Joseph Ruben                                         | 7 de noviembre de 1993   |
| El padrastro II (1990)                                        | Jeff Burr                                            | 14 de noviembre de 1993  |
| Combustión Espontánea (1989) (Repetición)                     | Tobe Hooper                                          | 21 de noviembre de 1993  |
| El Talismán del Terror (1986)                                 | Richard Friedman                                     | 28 de noviembre de 1993  |
| Poltergeist: Fenómenos Extraños (1982) (Repetición)           | Tobe Hooper                                          | 5 de diciembre de 1993   |
| Viscosidad (1977)                                             | William Sachs                                        | 12 de diciembre de 1993  |

## Segunda etapa
El listado de películas emitidas fue el siguiente:
| Título                        | Director             | Fecha de Emisión         |
| ----------------------------- | -------------------- | ------------------------ |
| Jóvenes Y Brujas (1996)       | Andrew Fleming       | 3 de septiembre de 2003  |
| Deep Rising (1998)            | Stephen Sommers      | 10 de septiembre de 2003 |
| La séptima profecía (1988)    | Carl Schultz         | 17 de septiembre de 2003 |
| La sombra del faraón (1999)   | Russell Mulcahy      | 24 de septiembre de 2003 |
| La cara del terror (1999)     | Rand Ravich          | 1 de octubre de 2003     |
| Phantoms (1998)               | Joe Chappelle        | 8 de octubre de 2003     |
| Línea mortal (1990)           | Joel Schumacher      | 15 de octubre de 2003    |
| Mimic (1997)                  | Guillermo del Toro   | 22 de octubre de 2003    |
| Halloween H20 (1998)          | Steve Miner          | 29 de octubre de 2003    |
| El vigilante nocturno (1994)  | Ole Bornedal         | 5 de noviembre de 2003   |
| Copycat (1995)                | Jon Amiel            | 12 de noviembre de 2003  |
| Sospechosos habituales (1995) | Bryan Singer         | 19 de noviembre de 2003  |
| El exorcista 3 (1990)         | William Peter Blatty | 26 de noviembre de 2003  |
| Razas de noche (1990)         | Clive Barker         | 3 de diciembre de 2003   |

## Noticias relacionadas
- El terror en pantalla
- Las cadenas recuperan el género del terror para mantener las audiencias